# Baltimore Ravens
De Baltimore Ravens (of simpelweg de Ravens) is een Amerikaans Americanfootballteam uit Baltimore. Ze komen uit in de noorddivisie van de American Football Conference (AFC), wat onderdeel is van de National Football League (NFL).
De Ravens spelen vanaf 1996 mee in de NFL. Het team bestond al veel langer, maar heette toen nog de Cleveland Browns. De toenmalige eigenaar wilde het team verplaatsen van Cleveland naar Baltimore vanwege problemen met het stadion en hoge schulden. De rechter besloot dat de naam, kleuren en resultaten van de Browns in Cleveland moesten blijven. Zo begon het team dus opnieuw in Baltimore. Tot en met 1983 waren de Baltimore Colts actief in Baltimore, maar zij verhuisden naar Indianapolis en spelen sindsdien als de Indianapolis Colts. Tussen 1984 en 1995 had Baltimore dus geen NFL-team, al speelden de Baltimore Stallions in die periode wel kortstondig in de Canadian Football League.
De Ravens hebben twee keer het AFC Championship gewonnen. Beide keren wonnen ze vervolgens ook de Super Bowl. In 2001 versloegen ze de New York Giants met 34–7, en in 2013 versloegen de Ravens de San Francisco 49ers met 34–31.
De eerste twee jaar speelden de Ravens in het Memorial Stadium, dat een capaciteit van 53.371 had. Sinds 1998 is het nieuwgebouwde M&T Bank Stadium de thuishaven van de club.

## Naam
De Ravens hebben hun naam te danken aan het gedicht 'The Raven' van Edgar Allan Poe, die een tijd tot zijn dood in Baltimore woonachtig was. Nadat een poging van de eigenaar om de naam Colts over te kopen mislukte, werd er een enquête gehouden door The Baltimore Sun. Van ruim 33.000 respondenten gaf meer dan 21.000 de voorkeur aan Ravens. De andere opties waren Americans en Marauders.

## Resultaten
| Seizoen | Competitie | Conf | Div     | Regulier seizoen | Regulier seizoen | Regulier seizoen | Regulier seizoen | Regulier seizoen | Play-offs         | Play-offs              | Play-offs        | Play-offs      |
| Seizoen | Competitie | Conf | Div     | Plek             | W                | G                | V                | Pct              | Wild Card         | Divisional Playoff     | Championship     | Super Bowl     |
| ------- | ---------- | ---- | ------- | ---------------- | ---------------- | ---------------- | ---------------- | ---------------- | ----------------- | ---------------------- | ---------------- | -------------- |
| 1996    | NFL        | AFC  | Central | 5e               | 4                | 0                | 12               | 0,250            |                   |                        |                  |                |
| 1997    | NFL        | AFC  | Central | 5e               | 6                | 1                | 9                | 0,406            |                   |                        |                  |                |
| 1998    | NFL        | AFC  | Central | 4e               | 6                | 0                | 10               | 0,375            |                   |                        |                  |                |
| 1999    | NFL        | AFC  | Central | 3e               | 8                | 0                | 8                | 0,500            |                   |                        |                  |                |
| 2000    | NFL        | AFC  | Central | 2e               | 12               | 0                | 4                | 0,750            | 3–21 @ Broncos    | 10–24 @ Titans         | 3–16 @ Raiders   | 7–34 v. Giants |
| 2001    | NFL        | AFC  | Central | 2e               | 10               | 0                | 6                | 0,625            | 3–20 @ Dolphins   | 27–10 @ Steelers       |                  |                |
| 2002    | NFL        | AFC  | North   | 3e               | 7                | 0                | 9                | 0,438            |                   |                        |                  |                |
| 2003    | NFL        | AFC  | North   | 1e               | 10               | 0                | 6                | 0,625            | 17–20 v. Titans   |                        |                  |                |
| 2004    | NFL        | AFC  | North   | 2e               | 9                | 0                | 7                | 0,563            |                   |                        |                  |                |
| 2005    | NFL        | AFC  | North   | 3e               | 6                | 0                | 10               | 0,375            |                   |                        |                  |                |
| 2006    | NFL        | AFC  | North   | 1e               | 13               | 0                | 3                | 0,813            | Vrijstelling      | 5–16 v. Colts          |                  |                |
| 2007    | NFL        | AFC  | North   | 4e               | 5                | 0                | 11               | 0,313            |                   |                        |                  |                |
| 2008    | NFL        | AFC  | North   | 2e               | 11               | 0                | 5                | 0,688            | 9–27 @ Dolphins   | 10–13 @ Titans         | 14–23 @ Steelers |                |
| 2009    | NFL        | AFC  | North   | 2e               | 9                | 0                | 7                | 0,563            | 14–33 @ Patriots  | 3–20 @ Colts           |                  |                |
| 2010    | NFL        | AFC  | North   | 2e               | 12               | 0                | 4                | 0,750            | 7–30 @ Chiefs     | 31–24 @ Steelers       |                  |                |
| 2011    | NFL        | AFC  | North   | 1e               | 12               | 0                | 4                | 0,750            | Vrijstelling      | 20–13 v. Texans        | 23–20 @ Patriots |                |
| 2012    | NFL        | AFC  | North   | 1e               | 10               | 0                | 6                | 0,625            | 24–9 v. Colts     | 35–38 (n.v.) @ Broncos | 13–28 @ Patriots | 31–34 v. 49ers |
| 2013    | NFL        | AFC  | North   | 3e               | 8                | 0                | 8                | 0,500            |                   |                        |                  |                |
| 2014    | NFL        | AFC  | North   | 3e               | 10               | 0                | 6                | 0,625            | 17–30 @ Steelers  | 35–31 @ Patriots       |                  |                |
| 2015    | NFL        | AFC  | North   | 3e               | 5                | 0                | 11               | 0,313            |                   |                        |                  |                |
| 2016    | NFL        | AFC  | North   | 2e               | 8                | 0                | 8                | 0,500            |                   |                        |                  |                |
| 2017    | NFL        | AFC  | North   | 2e               | 9                | 0                | 7                | 0,563            |                   |                        |                  |                |
| 2018    | NFL        | AFC  | North   | 1e               | 10               | 0                | 6                | 0,625            | 17–23 v. Chargers |                        |                  |                |
| 2019    | NFL        | AFC  | North   | 1e               | 14               | 0                | 2                | 0,875            | Vrijstelling      | 12–28 v. Titans        |                  |                |
| 2020    | NFL        | AFC  | North   | 2e               | 11               | 0                | 5                | 0,688            | 13–20 @ Titans    | 17–3 @ Bills           |                  |                |
| 2021    | NFL        | AFC  | North   | 4e               | 8                | 0                | 9                | 0,471            |                   |                        |                  |                |
| 2022    | NFL        | AFC  | North   | 2e               | 10               | 0                | 7                | 0,588            | 17–24 @ Bengals   |                        |                  |                |
| 2023    | NFL        | AFC  | North   | 1e               | 13               | 0                | 4                | 0,765            | Vrijstelling      | 34–10 v. Texans        | 10–17 v. Chiefs  |                |
| 2024    | NFL        | AFC  | North   | 1e               | 12               | 0                | 5                | 0,706            | 28–14 v. Steelers | 27–25 @ Bills          |                  |                |

| Kleur of afkorting | Betekenis                |
| ------------------ | ------------------------ |
| Geel               | Won Super Bowl           |
| Rood               | Won Conference-titel     |
| Groen              | Won divisie              |
| Licht groen        | Geplaatst voor play-offs |
| Score v.           | Uitslag thuisduel        |
| Score @            | Uitslag uitduel          |

## Erelijst
Super Bowls (2)
2000, 2012
Conference-titels(2)
2000, 2012
Divisie-titels (7)
2003, 2006, 2011, 2012, 2018, 2019, 2023, 2024
Deelnames play-offs (15)
2000, 2001, 2003, 2006, 2008–2012, 2014, 2018–2020, 2022, 2023, 2024

## Hall of Famers
De volgende voormalige spelers van de Ravens zijn opgenomen in de Pro Football Hall of Fame:
- Ray Lewis (2018)

## Bekende (oud-)spelers
- Peter Boulware, kreeg in 1997 de Defensive Rookie of the Year Award.
- Joe Flacco, kreeg in 2012 de Super Bowl Most Valuable Player Award.
- Jamal Lewis, kreeg in 2003 de Offensive Player of the Year Award.
- Ray Lewis, kreeg in 2000 en 2003 de Defensive Player of the Year Award en in 2000 ook de Super Bowl Most Valuable Player Award.
- Ed Reed, kreeg in 2004 de Defensive Player of the Year Award.
- Terrell Suggs, kreeg in 2003 de Defensive Rookie of the Year Award en in 2011 de Defensive Player of the Year Award.